# David A. Kolb
David A. Kolb (rojen 1933 ZDA) je pedagog in vzgojni teoretik.
Znan je prevdsem po svoji metodi izkustvenega učenja, ki pravi, da je vsako učenje v neposrednem stiku z realnostjo;
neposredno soočanje pojavov. Soočanje pa je proces , v katerem se ustvarja znanja s pretvorbo izkušnje.
Po Kolbu je znanje rezultat transakcije med družbenim znanjem (objektivna spoznanja) in osebnim znanjem (subjektivne izkušnje) v procesu učenja.

## Načela izkustvenega učenja
- 1. Učenje v smislu procesa in ne produkta
- 2. Učenje je kontinuiran proces, zasnovan na izkušnji
- 3. Učenje je cikličen proces, v katerem se rešujejo nasprotja med nasprotnimi načini spoznanja

David Kolb je svoj model učnih stilov gradil na pojmovanju procesa izkustvenega učenja. Za izkustveno učenje je pomembna aktivna
 
vpletenost posameznika v izkušnjo, hkrati pa razmišljanje (refleksija) o izkušnji (Barentič-Požarnik, 1995).

## Štirje učni cikli po Kolbu
- 1. Konkretna izkušnja - čustveno dojemanje (akomodativni stil)

Pri teh ljudeh prevladuje pri učenju konkretna izkušnja. Pomembne so jim neposredne izkušnje s soljudmi v raznih situacijah, čustvena dimenzija teh izkušenj. Prevladuje intuitivni pristop in so bolj odprti življenju.
- 2. Razmišljajoče opazovanje - perceptivno dojemanje (divergentini stil)

Pri teh ljudeh je pomembno skrbno opazovanje in nepristransko opisovanje, pomembno je kako stvari delujejo. Imajo značilne lastnosti kot so nepristranskost, potrpežljivost, premišljeno presojo, tudi pri oblikovanju stališč do pojavov. 
- 3. Abstrakna konceptualizacija - simbolično razumevanje (asimilativni stil)

'Obrnjena slika' konkretne izkušnje. 
Poudarek na logičnem sklepanju, sistematičnem načrtovanju, splošnih idejah, pojmih. V ospredju je razmišljanje, nasprotje intuitivnemu razumevanju edinstvenosti, specifičnosti dane situacije. 
- 4. Aktivno preizkušanje - eksperimentiranje (konvergenti stil

Dejansko gre za nasprotje razmišljajočega opazovanja. Poudarek je prevdsem na praktični uporabnosti in delovanju. Pomembno je delovati, ne le opazovati. 
Želijo si sprememb v praksi, vplivati na okolico in videti oprijemljive rezultate svojega dela, tudi če pri tem tvegajo in se podajajo v negotovost.
1. ↑  NUKAT — 2002.
2. ↑  Korejska normativna kontrola
3. ↑  datos.bne.es: El portal de datos bibliográficos de la Biblioteca Nacional de España — 2011.